# Double Manœuvre
Pour le téléfilm, voir Double manœuvre (téléfilm).
Double Manœuvre (Double Sin), parfois publiée sous le titre Double Péché, est une nouvelle policière d'Agatha Christie mettant en scène le détective belge Hercule Poirot.
Initialement publiée le 23 septembre 1928 dans le journal Sunday Dispatch au Royaume-Uni, cette nouvelle n'a été reprise en recueil qu'en 1961, dans Double Sin and Other Stories aux États-Unis. Elle a été publiée pour la première fois en France dans le recueil Témoin à charge en 1969.

## Publications
Avant la publication dans un recueil, la nouvelle avait fait l'objet de publications dans des revues :
- le 23 septembre 1928, au Royaume-Uni, sous le titre « By Road or Rail », dans les colonnes du Sunday Dispatch[1] ;
- en mai 1971, aux États-Unis, dans le no 330 (no 5 du vol. 57) du mensuel Ellery Queen's Mystery Magazine[2] ;
- le 30 mars 1929, aux États-Unis, sous le titre « By Road or Rail », dans la revue Detective Story Magazine[réf. souhaitée].

La nouvelle a ensuite fait partie de nombreux recueils :
- en 1961, aux États-Unis, dans Double Sin and Other Stories[1],[3] (avec 7 autres nouvelles) ;
- en 1965, aux États-Unis, dans Surprise! Surprise! (avec 11 autres nouvelles) ;
- en 1969, en France, dans Témoin à charge[4] (avec 7 autres nouvelles) ;
- en 1974, au Royaume-Uni, dans Poirot's Early Cases[1],[5] (avec 17 autres nouvelles) ;
- en 1974, aux États-Unis, dans Hercule Poirot's Early Cases (recueil ne reprenant que 15 des 18 nouvelles du recueil britannique) ;
- en 2000, en France, sous le titre « Double Péché », dans la réédition de Le Bal de la victoire (recueil reprenant la composition du recueil américain de 1974).

## Adaptation
- 1990 : Double manœuvre (Double Sin), téléfilm britannique de la série télévisée Hercule Poirot (16e épisode, 2.06), avec David Suchet dans le rôle principal.